# حافظه خواندنی–نوشتنی
در علوم رایانه، حافظه خواندنی-نوشتنی (به انگلیسی:Readable-writeable memory) یک نوع حافظه رایانه است که به راحتی از روی آن خوانده و بر روی آن نوشته می‌شود (و کاملاً بی‌شباهت به حافظه فقط خواندنی (به انگلیسی: Read-Only Memory یا ROM)است). غالباً واژه حافظه دسترسی تصادفی (به انگلیسی:Random-Access Memory یا RAM) برای توضیح حافظه قابل نوشتن بکار می‌رود. در حقیقت، حافظه دسترسی تصادفی به حافظه‌ای اشاره دارد که می‌تواند دسترسی به هر مکان حافظه‌ای را، به صورت مداوم در اختیار قرار دهد.

## بیشتر بدانیم
حافظه
حافظه فقط خواندنی
حافظه فَرّار
حافظه دسترسی تصادفی (به انگلیسی: Random-Access Memory یا RAM)
حافظه پنهان (به انگلیسی: Cache)
ثبات (به انگلیسی: Register)
حافظه مجازی (به انگلیسی: Virtual Memory)
حافظه فلش (به انگلیسی: Flash Memory)
صفحه‌بندی (رایانه) (به انگلیسی: Paging)
تقسیم حافظه (به انگلیسی: Memory Segmentation)
حفاظت از حافظه (به انگلیسی: Memory Protection)